# 6571 Зігмунд
6571 Зігмунд (6571 Sigmund) — астероїд головного поясу, відкритий 24 вересня 1960 року.
Тіссеранів параметр щодо Юпітера — 3,454.